# X Wohnungen
X Wohnungen ist eine Veranstaltungsreihe, die zwischen theatraler Führung, Konzert und Performance bewegt. Konzipiert wurde sie 2002 von Matthias Lilienthal, dem damaligen künstlerischen Leiter des Festivals Theater der Welt.

## Inhalt
Es handelt sich um eine ortsspezifische Performance, die in mehreren Privatwohnungen einer Stadt bzw. eines Stadtteils mehrere ca. zehnminütige Performances, Konzerte und Theaterstücke für zwei Zuschauer zur Aufführung bringt. An einem Abend werden mehrere kleine Zuschauergruppen durch sieben Wohnungen geführt und bekommen so Einblicke in ihnen sonst unbekannte Stadtteile und das Leben derer Bewohner. Die spartenübergreifenden Aufführungen in den Wohnungen behandeln dabei Geschichten und Themen des Ortes oder seiner Bewohner.

## Veranstaltungsorte
Seit seiner erstmaligen Aufführung 2002 in Duisburg-Marxloh/-Bruckhausen/-Duissern (Dramaturgie: Arved Schultze/ Steffi Wurster) wurde das Format mehrfach realisiert, so 2004 in Berlin-Kreuzberg und -Lichtenberg (Dramaturgie: Shermin Langhoff/ Arved Schultze), 2005 in Berlin-Schöneberg und im Märkischen Viertel (Dramaturgie: Matthias Rick/ Arved Schultze) und 2006 in Caracas (Dramaturgie: Arved Schultze) als Apartmentos Equis. Es folgten weitere internationale Umsetzungen unter den Namen X Apartments und X Homes, darunter in Wien, São Paulo, Johannesburg, Warschau, und Istanbul. 2011 fand X Wohnungen im Rahmen der Schillertage in Mannheim statt, 2013 im Rahmen der Europäischen Kulturhauptstadt in Košice.

## Beteiligte Künstler (Auswahl)
Peaches, Heiner Goebbels, Anna Viebrock, Götz George, Hans-Peter Boeffgen, Raumlabor Berlin, Åsa Frankenberg, Anri Sala, Tellervo Kalleinen, Agnieska Kurant, Teatr Nowy, Paweł Althamer, Far A Day Cage, andcompany&Co., machina eX, Turbo Pascal, Ann Liv Young, Fatih Akın, Züli Aladag, Thomas Arslan, Sebastian Baumgarten, Neco Çelik, Herbert Fritsch, Ruedi Häusermann, Bobo Jelcic & Natasa Rajkovic, Auftrag: Lorey, Caden Manson & Jemma Nelson, Jonathan Meese, Ayse Polat, Angela & Daniel Richter, Krysztof Warlikowski, Barbara Weber, Joerg Zboralski, John Bock, Complizen, Ania Corcilius, Delbrügge & de Moll, Christopher Dell, Doris Dziersk, Barbara Ehnes, Antje Ehmann & Harun Farocki, Höfner & Sachs, Martin Kaltwasser & Folke Köbberling, Janice Muller, Peanutz Architekten Berlin, Meg Stuart, Dareen Abbas (Syrien), Hisham Awad (Libanon), Alex Baczynski-Jenkins (GB/Polen), Liane Al Gusain (Kuwait), Romain Hamard (Frankreich), Marwan Hamdan (Libanon), Sara Hamde (Ägypten), Maxime Hourani (Libanon), Jessika Khazrik (Libanon), Raed Motar (Irak), Monira Al Qadiri (Kuwait), Monica Restrepo (Kolumbien), Urok Shirhan (Irak/Niederlande), Stefan Tarnowski (Libanon/GB), Renate Boden, Patrick Buhr, Sabine Yi-Ling Sam, Sina Seifee, Leon Wilmanns, Ale Bachlechner, Benjamin Ramirez-Perez, Stefan Ramirez-Perez, Iante Roach.

## X Firmen
2014 wurde im Rahmen des Theaterfestivals Theater der Welt in Mannheim (Kurator: Matthias Lilienthal) das Projekt X Firmen verwirklicht. In drei verschiedenen Touren konnten die teilnehmenden Besucher an kurzen Performances in der Hauptzentrale der SAP AG in Walldorf, der Mannheimer Industriestraße und in verschiedenen Geschäften in der Mannheimer Innenstadt teilnehmen.